# Hannah Rueben
Hannah Amuchechi Rueben (ur. 14 lutego 1994) – nigeryjska zapaśniczka walcząca w stylu wolnym. Dwukrotna olimpijka. Zajęła jedenaste miejsce w Paryżu 2024 w kategorii do 76 kg i czternaste w Rio de Janeiro 2016 w kategorii 69 kg.
Zajęła dwunaste miejsce na mistrzostwach świata w 2023 roku.
Triumfatorka igrzysk afrykańskich w 2023 i druga w 2015. Zdobyła siedem medali mistrzostw Afryki w latach 2018 - 2025. Srebrna medalistka igrzysk wspólnoty narodów w 2022 i brązowa w 2014. Wygrała MŚ wojskowych w 2023 roku.